# Tempio di Ercole delle Muse

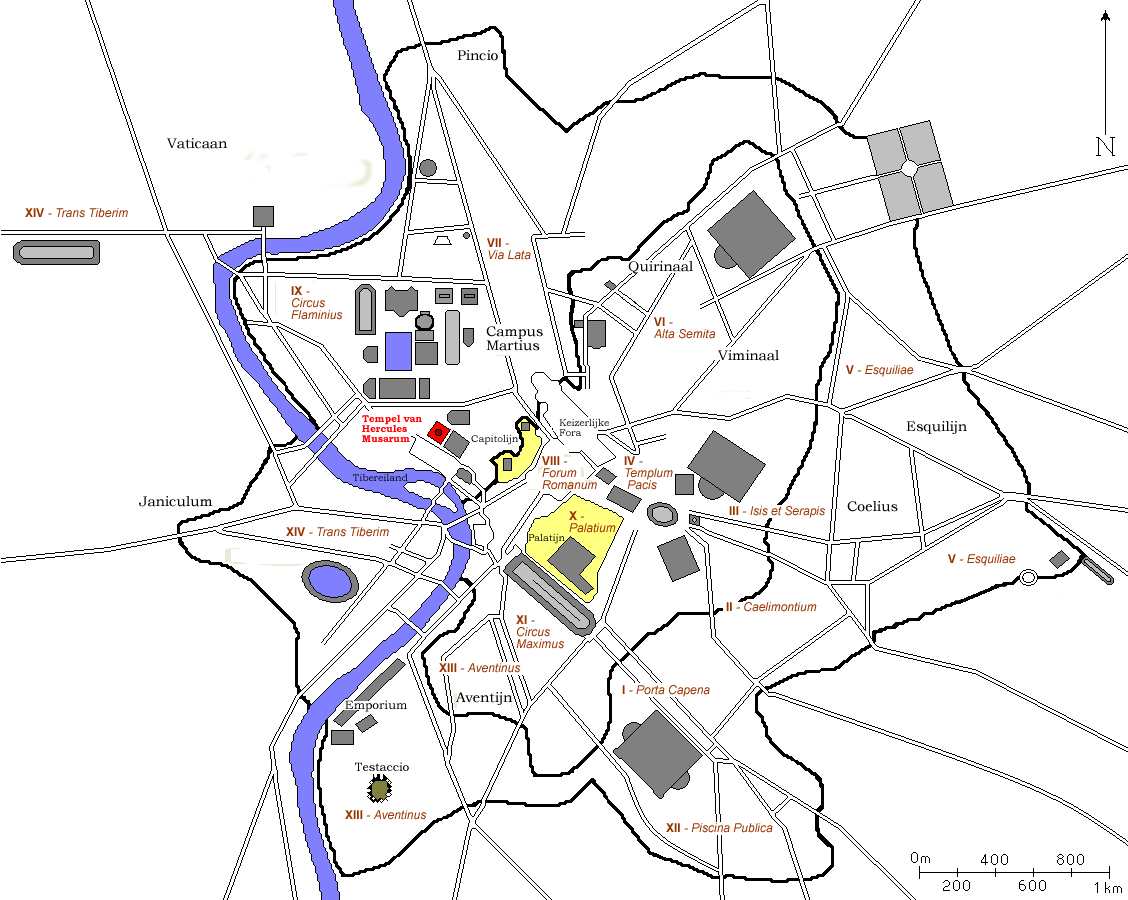
Ubicazione del tempio di Ercole delle Muse

Il tempio di Ercole delle Muse (in latino Aedes Herculis Musarum) era un tempio dell'antica Roma dedicato a Ercole e alle Muse.

## Storia
Il tempio dedicato a Ercole difensore delle Muse fu eretto da Marco Fulvio Nobiliore dopo la conquista di Ambracia (189 a.C.) e, probabilmente, dopo la celebrazione del suo trionfo (187 a.C.). Le fonti antiche riportano che Fulvio Nobiliore dedicò questo tempio per il fatto che in Grecia aveva appreso che Ercole era un difensore delle muse (musagete).
In questo tempio Fulvio Nobiliore pose una copia dei Fasti, con annotazioni supplementari, e le statue delle nove Muse, opera di ignoto, e di Ercole che suona la lira, che prelevò ad Ambracia.
Nel tempio fu collocato anche un sacello bronzeo dedicato alle Muse, che era attribuito all'epoca di Numa Pompilio ed era stato conservato fino ad allora nel tempio di Onore e Virtù.
La statua di Ercole e quelle delle nove Muse furono rappresentate sul denario coniato da Quinto Pomponio Musa attorno al 64 a.C..
Nel 29 a.C., Lucio Marcio Filippo restaurò il tempio e costruì attorno ad esso un portico, il Porticus Philippi.
Il tempio fu dedicato il 30 giugno.
La forma prevalentemente utilizzata del nome del tempio era Herculis Musarum aedes, ma Servio e Plutarco utilizzano la forma Herculis et Musarum.

## Descrizione
Il tempio di Ercole delle Muse è citato nei Cataloghi regionari fra i monumenti della Regio IX Circus Flaminius.
L'esatta ubicazione è nota da alcuni frammenti della Forma Urbis severiana.
Era situato in prossimità del lato nordest del circo Flaminio e a nordovest del porticus Octaviae; in questo luogo sono stati rinvenuti resti che sono probabilmente da ricondurre a questo tempio.
Un'iscrizione rinvenuta nei pressi del sito potrebbe essere stata collocata in antico sul piedistallo di una delle statue.
Dai frammenti rinvenuti della Forma Urbis severiana, sembra che il tempio fosse costituito da una tholos cui era anteposto un pronao tetrastilo (nel corso di scavi è stata rinvenuta parte di questo pronao). Di fronte al tempio sorgeva un recinto sacro che racchiudeva una piccola struttura circolare, che probabilmente rappresenta il sacello bronzeo di Numa Pompilio, qui trasferito dal tempio di Onore e Virtù alle Camene. Nel margine nord del lato breve del podio era stata costruita una nicchia semicircolare.